# Waldemar Wohlström

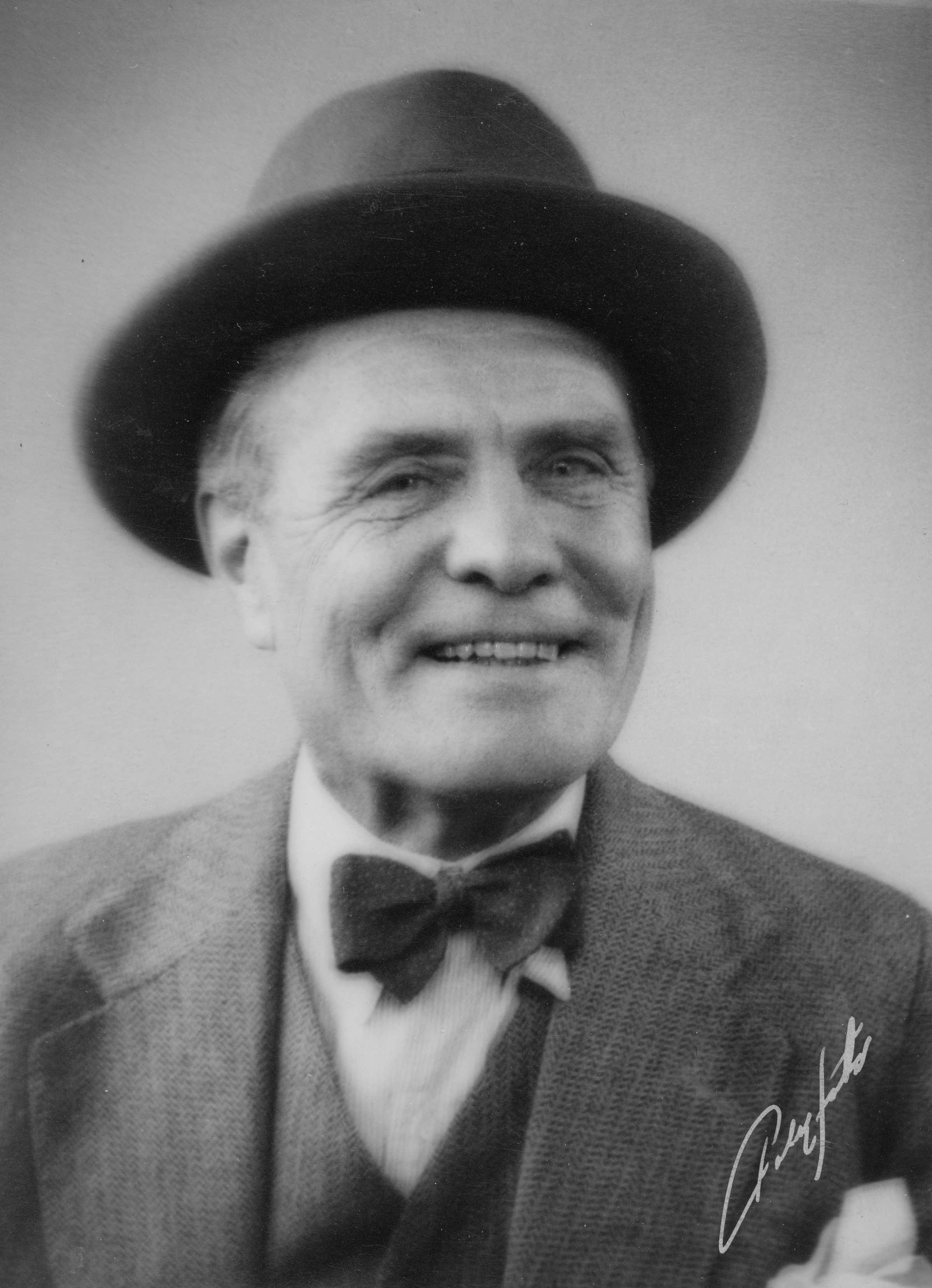
Waldemar Wohlström år 1950.

Karl August Waldemar Wohlström, född 8 augusti 1879 i Helsingfors, död där 16 mars 1964, var en finländsk skådespelare och regissör. Han var verksam vid Svenska Teatern i Helsingfors 1907–1912 och 1913–1961

## Filmografi (urval)
- 1922 – Vem dömer
- 1922 – Thomas Graals myndling
- 1923 – Hälsingar
- 1929 – Hjärtats triumf
- 1947 – Tåg norrut

## Teater

### Roller
| År   | Roll                     | Produktion                                                                       | Regi               | Teater                       |
| ---- | ------------------------ | -------------------------------------------------------------------------------- | ------------------ | ---------------------------- |
| 1916 | Grosshandlare Werle      | Vildanden Henrik Ibsen                                                           |                    | Svenska Teatern, Helsingfors |
| 1917 | Nowotny, detektiv        | Jungfruburen (Das Dreimäderlhaus) Alfred Maria Willner och Heinz Reichert        |                    | Svenska Teatern, Helsingfors |
| 1926 | Gulpin-Brassac, redaktör | De nya herrarna (Les Nouveaux Messieurs) Robert de Flers och Francis de Croisset | Harry Roeck-Hansen | Svenska Teatern, Helsingfors |
| 1928 | Amiralen                 | Världens vackraste ögon (Les plus beaux yeux du monde) Jean Sarment              | Kurt Nordfors      | Svenska Teatern, Helsingfors |
| 1938 | Cop, hovskomakare        | Madame Sans-Gêne Victorien Sardou och Émile Moreau                               | Mia Backman        | Svenska Teatern, Helsingfors |